# Lastras del Pozo
Lastras del Pozo is een gemeente in de Spaanse provincie Segovia in de regio Castilië en León met een oppervlakte van 32,51 km². Lastras del Pozo telt 78 inwoners (1 januari 2016).

## Demografische ontwikkeling
Bron: INE, 1857-2011: volkstellingen